# 千秋庵総本家
株式会社千秋庵総本家（せんしゅうあんそうほんけ、英: Sensyuan-sohonke Inc.）は、北海道函館市にある菓子店・企業。屋号「千秋庵」は、故郷・秋田の「千秋公園」と菓子と関わりのある茶道の「庵」から取られている。

## 主な商品
4代目・松田咲太郎は大正の終わり頃から「どらやき」、昭和のはじめからは「元祖山親爺」を作り始めており、のれん分けしていた北海道内の千秋庵に製法を伝授していった。2010年（平成22年）には創業150年を記念して「函館フィナンシェ」と「函館林檎パイ」を作った。
- 和菓子
  - 元祖山親爺
  - どらやき
- 洋菓子
  - 函館フィナンシェ
  - 函館林檎パイ

## 沿革
「千秋庵総本家」は、1860年（万延元年）に秋田県出身の藩士・佐々木吉兵衛が開港でにぎわう箱館港（函館港）で仕事する人を相手に食べ物や甘い物を立ち売りしたのが始まりであり、明治から昭和にかけてのれん分けする形で北海道内各地で「千秋庵」が誕生していった。1894年（明治27年）に「小樽千秋庵」が創業すると（1995年破産）、1921年（大正10年）に小樽千秋庵から独立して「札幌千秋庵」（千秋庵製菓）が創業した。1933年（昭和8年）には札幌千秋庵から独立して「帯広千秋庵」（現在の六花亭）が創業している。また、1934年（昭和9年）に千秋庵総本家から独立する形で「釧路千秋庵」が創業した（1990年に札幌千秋庵と合併）。そのような中、総本家の4代目となった松田咲太郎が次々と銘菓を考案し、千秋庵の礎を築いた。
2017年（平成29年）には後継者難などから「鈴木栄光堂」（現：栄光堂ホールディングス）に買収され、子会社となった。2019年（平成31年）には函館市外初となる直営店舗が東京・有楽町にオープンした。

## 店舗・工場
- 宝来町本店：函館市宝来町9-9
- 本通店：函館市本通2丁目29-10
- 丸井デパート店：函館市本町32-15 丸井今井函館店
- ハコビバ店（千秋庵菓寮）：函館市若松町12-8
- イオン上磯店：北海道北斗市七重浜4-44-1イオン上磯店 1階
- 西桔梗工場：函館市西桔梗町827-6

東京交通会館店：東京都千代田区有楽町2-10-1 東京交通会館ビル 地下1階（2019年2月1日開店、2023年11月26日閉店）
函館空港店：北海道函館市高松町511 函館空港国内線旅客ターミナルビル 1階（2021年11月18日開店、2023年3月31日閉店）